# Zheng He
Zheng He (el seu nom inicial era Mǎ Sānbǎo, en xinès tradicional: 馬 三保; en xinès simplificat: 马 三保; en pinyin: Mǎ Sānbǎo) (1371 - 1435) va ser un almirall eunuc xinès, explorador i diplomàtic nascut a Kunming, província de Yunnan. Zheng He pertanyia a l'ètnia hui, majoritàriament musulmà. Va ser un dels exploradors navals més importants del segle xv, estant al capdavant de set expedicions navals entre el 1405 i el 1433 que són considerades com les més importants en la història de la navegació xinesa.
Les seves esquadres, d'entre cinquanta i tres-centes naus, comptaven fins a 30.000 homes; durant el conjunt de les seves travessies, Zheng He va explorar el sud-est asiàtic, Sumatra, Java, Ceilan, l'Índia, Pèrsia i el golf Pèrsic, Aràbia, el mar Roig fins a Egipte i el sud d'Àfrica fins al canal de Moçambic. Els seus viatges van propiciar un important intercanvi diplomàtic, comercial i cultural amb l'estranger, duent a la Xina molts trofeus i ambaixadors de més de trenta regnes. Però malgrat que van demostrar una impressionant capacitat organitzativa i tecnològica, aquests viatges no van produir annexions territorials.
Després de la seva mort, els confucianistes van tornar a imposar llur visió del món, i en els segles següents es va impulsar l'aïllacionisme. No obstant això, Zheng He va deixar una profunda empremta en la societat xinesa i, en general, en tot el sud-est asiàtic.

## Biografia

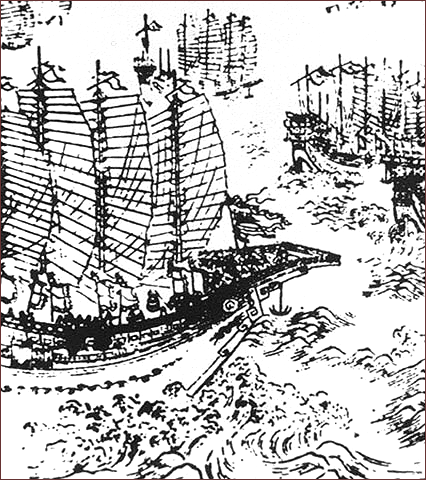
Els vaixells de Zheng He segons un motlle de fusta d'impremta xinesa del per fer gravats

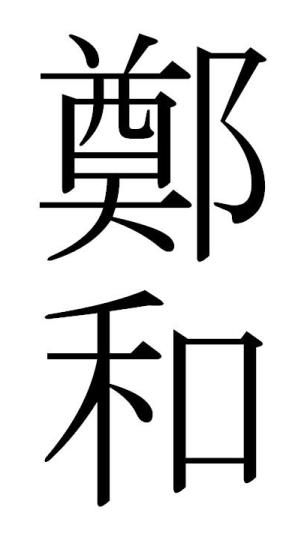
Ideograma per a Zheng He

Nascut el 1371 al sud-oest de la Xina, Zheng He era d'ètnia hui, un xinès han musulmà. És igualment possible que sigui d'origen txam musulmà, quan el regne Txampa arribava fins al límit meridional del regne de Tonquin amb el Yunnan al Nord. El sobrenom honorífic Hajii (Al hajj) indica que ha anat a la Meca, com el seu pare i el seu avi. El tron imperial ha tingut diversos alts dignataris d'orígens ètnics diversos, com el venecià Marco Polo, encarregat de l'explotació de la sal gemma per perforacions amb grues derrick i del comerç d'aquesta sal, monopoli d'Estat.
Es coneixen poques coses sobre la seva infantesa. Se sap que era el fill d'un cap de la província llavors mongol del Yunnan, fins a la seva invasió per l'exèrcit de l'emperador de la Xina, durant la qual el seu pare va morir i ell capturat i castrat als 9 anys, com era costum per als fills dels caps de guerra rivals presos, destinats a formar part dels eunucs de la cort imperial (els eunucs posseïen molt poder gràcies a la seva relació privilegiada amb l'emperador). Ascendeix a poc a poc els esglaons del poder i esdevé el gran eunuc imperial. Entrat en els favors de Yongle, el tercer emperador de la dinastia Ming, convertirà el seu nom en Zheng He (el 1404).
Yongle desitjava estendre els límits de la Xina, tan bé cap al nord on va acabar de construir la Gran Muralla per aturar definitivament les invasions dels mongols. Va traslladar la capital xinesa de Nanquín a Pequín (o Beijing, que vol dir "la capital del nord") el 1409, on construir la luxosa Ciutat Prohibida que es va incendiar al cap d'un any i la va refer, així com la construcció d'un canal navegable que travessava tota la Xina des del sud, on hi havia els ports i tota la producció d'aliments, fins a la nova capital del nord. Aquestes i altres grans obres van buidar el tresor imperial, i com que en aquella època i en el domini geogràfic, l'emperador de la Xina es considerava emperador del Món, Yongle va ordenar anar cobrar tributs a tots els reis de la terra. Fa de Zheng He l'almirall de la flota imperial, sense que aquest mai hagi anat a la mar. Ordena la construcció de centenars de juncs a Nankin, sobre el Yangzi Jiang (el que reduirà la meitat de la coberta forestal del sud de la Xina) i ordena grans expedicions d'exploració per tot l'oceà Índic. En tant que almirall, Zheng He efectua set viatges de 1405 a 1433.
El successor de Yongle, Hongxi, no va sostenir aquestes expedicions i Zheng He va haver d'anul·lar la que era prevista. Tanmateix, el regnat de Hongxi va ser efímer i Xuande, el nou emperador, va reprendre les idees de Yongle i va manar una setena expedició, la més important de totes i la que va arribar més lluny.

## La flota de la Xina
Després del descobriment del timó enorme en un jaciment al sud-est de la Xina, datat de prop de 100 anys després de l'època de Zheng He, certs especialistes afirmen que aquestes naus podien arribar a mesurar més de 138 metres de longitud i 55 metres d'ample i comptaven amb nou pals.

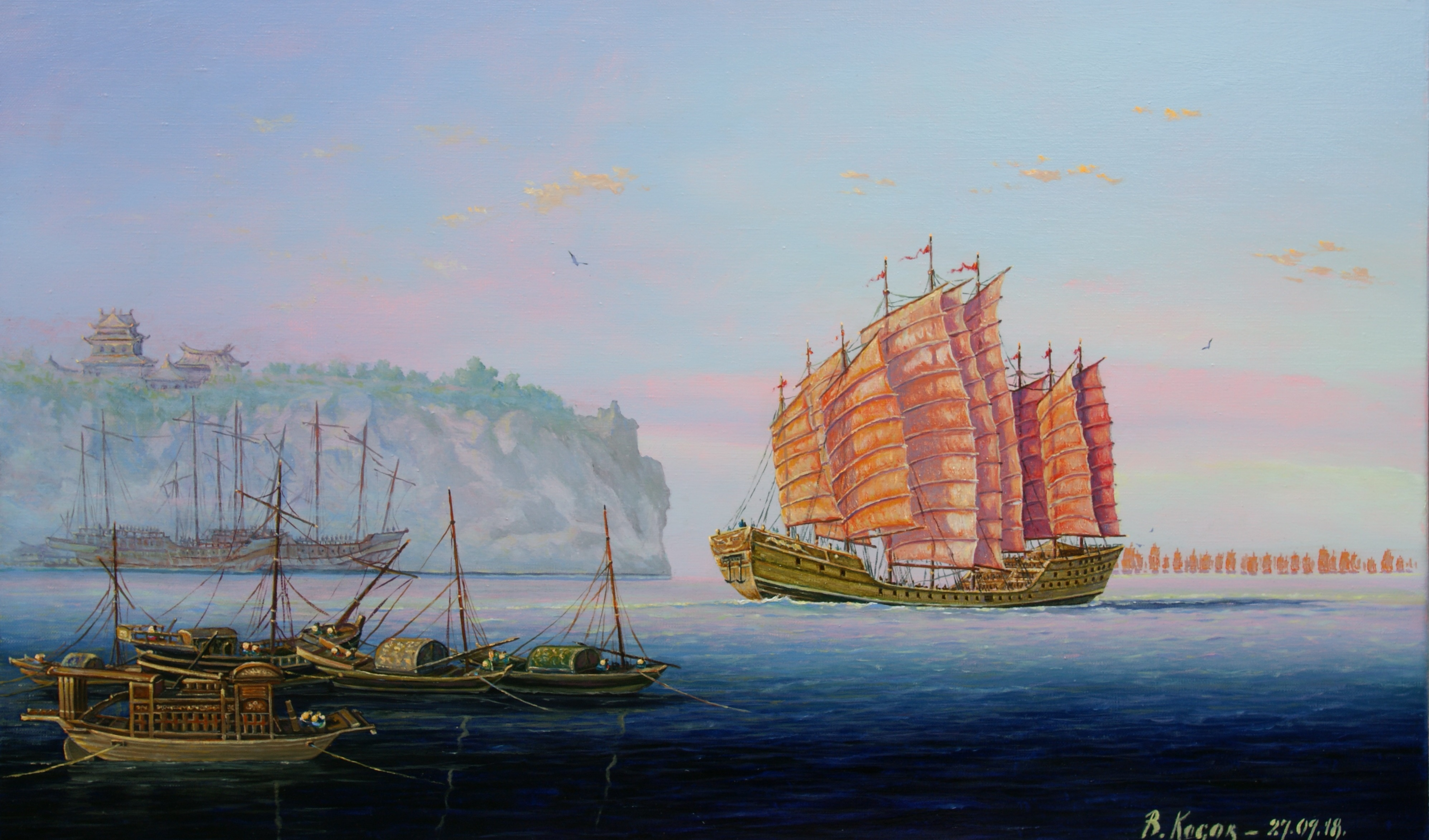
vaixell del tresor Zheng He

Un pergamí budista datat de l'època de Zheng He i representant naus a 4 pals sembla infirmar aquesta tesi en què aquests no haurien medit llavors més que seixanta metres de longitud. Així i tot continua sent tanmateix superior als 30 metres de longitud i 8 metres d'ample de la Santa María, la nau de Cristòfor Colom, que fou construïda aproximadament 70 anys més tard.
Els tipus de nau amb què comptaven eren:
- Vaixell del tresor (Bau suchuan): Eren els vaixells més grans de la flota, amb nou pals. No se sap exactament quants vaixells del tresor es van construir ni quants n'anaven a cada flota. Durant el regnat de Yongle hi va haver uns 250 vaixells del tresor i 62 van ser de la mida més gran, encara que el novel·lista Lou Maotang va suggerir que només van ser quatre.[3] La seva mida exacta és també objecte de debat, ja que no se n'ha conservat cap. Les dades amb què es compta són les següents:
  - Les descripcions de l'època, com el Ming Shi, que parlen d'una mida de "44 zhang i 4 chi de longitud amb 18 zhang d'ample". No se sap a quin sistema mètric es referien, anteriorment s'interpretava que la longitud era d'uns 137–150 metres, actualment es pren com més probable que s'emprés el sistema mètric de Fujian, que dona una mida de 119–124 metres de llarg i 49-51 d'ample.[4][5] El fet que en algunes descripcions s'utilitzessin caràcters complexos en comptes de simplificats porta a pensar que es tractava de vaixells excepcionalment grans.[5]
  - El descobriment d'un timó de l'època, a partir del qual se n'ha deduït una eslora de 164–183 metres.[6]
  - La mida de les drassanes. Generalment tenien entre 27 i 37 metres d'ample, però n'hi havia dos que assolien els 64 metres. Quant a la seva longitud, aquesta no seria problema, ja que superaven els 450 metres de llarg.[7]
  - Construcció de vaixells de mida similar (i fins i tot més grans) en altres èpoques de la Xina.[6][8]
  - La manejabilitat dels vaixells: molts autors recents posen en dubte les xifres anteriores, ja que consideren que amb aquesta mida no serien manejables; al contrari, afirmen que els "Bau suchuan" serien de mida i disseny similars als "Fuchuan".
- Vaixells cavall (马船, Machuan): De vuit pals, 102 metres de llarg i 41 metres d'ample. S'anomenaven així perquè transportaven cavalls (i altres béns) per a, segons la tradició xinesa, mantenir relacions diplomàtiques a través de l'intercanvi de regals o tributs. També portaven subministraments per a la flota.
- Vaixells de càrrega: De set pals, 77 metres de llarg i 35 d'ample. Transportaven les vitualles per a la flota, que es componien principalment de cereals, arròs, begudes fermentades, gossos especialment criats per ser aliment, i gran varietat de peixos.
- Vaixells-cisterna d'aigua
- Transports de tropes: De sis pals, 66 metres de llarg i 25 metres d'ample.
- Vaixell de guerra: (Fuchuan) De cinc pals i 50 metres de llarg.
- Patrullera: Vaixell de combat de vuit parells de rems i fins a 36 metres de llarg.[3]

### Contrast amb les expedicions europees
A més de la diferència de mida, quantitat i tecnologia entre els vaixells xinesos i els que van utilitzar temps després els europeus en les seves exploracions, existeixen importants diferències socials:
- Al contrari que els europeus, els xinesos no estaven interessats a conquerir territori. Tampoc no van establir bases navals o van intentar imposar la seva religió. Al seu lloc van intentar establir relacions diplomàtiques favorables i només van actuar militarment quan es van enfrontar a governs hostils.
- Els mòbils europeus eren econòmics, no menyspreant cap tipus d'aprofitament (des del comerç d'espècies fins a la venda d'esclaus). En canvi el comerç xinès, de caràcter bàsicament estatal, va ser incapaç de produir beneficis econòmics sobre els quals sostenir semblant despesa.

## Les expedicions xineses
Zheng He va explorar, durant tots aquests llargs anys de viatge totes les costes de l'Àsia del Sud-Est (sobretot Java i Sumatra en l'actual Indonèsia); totes les illes de l'oceà Índic (sobretot l'actual Sri Lanka). Va travessar la mar Roja fins a Egipte i va vorejar les costes africanes fins a Moçambic. El 1414, com a resultat d'aquestes expedicions, el sultà de Malindi (en l'actual Kenya) establí relacions diplomàtiques amb la Xina.
A diferència dels portuguesos, els viatges d'exploració intentats pels Xinesos no van desembocar en una activitat d'expansió a ultramar. L'altra expedició xinesa llunyana ha estat en el segle vii El Viatge a Occident del monjo Xuanzang per obtenir de l'Índia texts búdics. Les cartes nàutiques xineses circulaven en el golf Pèrsic amb els marins àrabs seguits de pels Venecians.
La majoria dels relats van ser escrits per Ma Huan (馬歡), fidel company de viatge de l'almirall Zheng He. Durant els seus viatges, Ma Huan va anotar minuciosament dades relacionades amb la geografia, les lleis, la política, les condicions climàtiques, el medi ambient, l'economia, els costums locals. La compilació s'anomena "Meravelles dels oceans" (瀛涯勝覽). Els relats estaven destinats a l'emperador i relaten, sobretot, tres de les set expedicions als oceans occidentals. La primera compilació data de 1416 aproximadament, després de la seva primera tornada, la versió final és impresa el 1451. La traducció anglesa és realitzada per John V.G. Mills per a Hakluyt Society el 1970.

### Motivacions

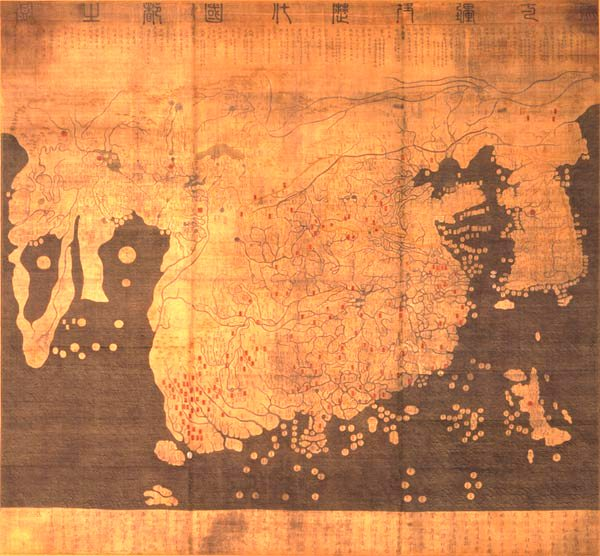
El mapa Kangnido (1402) és una mostra dels coneixements geogràfics xinesos de l'època. A la dreta de tot està Corea. La Xina ocupa gran part del mapa. L'Índia és al sud de la Xina. A l'esquerra apareixen l'Àfrica i la Península Aràbiga. Sobre l'Àfrica es troba Europa.

Sens dubte, el motiu pel qual és més conegut Zheng He és per haver comandat set grans expedicions navals a l'"Oceà Occidental". El maig de 1403 Yongle va ordenar a la província de Fujian la construcció de 137 vaixells. Tres mesos després diverses províncies més van rebre l'ordre de produir uns altres 200 vaixells. L'octubre es va dictar que 188 vaixells havien de ser adaptats per a la navegació en alta mar. En total, entre 1403 i 1407 un total de 1.681 naus d'alta mar van ser construïdes o remodelades.> Per a complir les ordres de l'emperador es van construir unes immenses drassanes en Longjiang, a prop de Nanjing.
Els motius que van impulsar Yongle a emprendre a realitzar aquestes expedicions són diversos i no estan del tot clars. Entre molts altres s'esmenten els següents:
- El principal motiu per emprendre aquestes expedicions, sobretot al principi, sembla haver estat la intenció de Yongle d'augmentar el comerç marítim.[11] Yongle considerava que això era molt profitós, ja que era una font d'ingressos que no exercia pressió sobre els camperols. Segons les seves paraules: "Els beneficis del comerç marítim són molt grans. Adequadament gestionats poden produir milions. No és això millor que posar impostos a la gent?". A més, entre les conquestes de Tamerlà, la caiguda de l'Imperi Romà d'Orient i la subsegüent consolidació de l'Imperi Otomà havien bloquejat el comerç per via terrestre, l'anomenada Ruta de la Seda amb l'Àsia central, Àsia Menor, Europa i Àfrica i com també van fer els europeus van decidir trobar amb noves rutes marítimes amb la finalitat de mantenir el comerç i les relacions diplomàtiques.
- S'havia estès el rumor que l'emperador Jianwen no havia mort, sinó fugit (no es va poder identificar el seu cos a la presa de Nanjing), per la qual cosa aquestes expedicions podrien haver tingut per objectiu buscar-lo. A més, si Jianwen era viu i intentant aconseguir suport a l'estranger, enviar aquestes expedicions podia constituir una advertència a l'estranger de qui era el verdader amo de la Xina.
- Les expedicions tenien un caràcter marcadament diplomàtic, aspecte important per a Yongle, que també va enviar missions diplomàtiques a Tibet, Nepal, Chennai, la cort de Tamerlà, el Japó, Siam, Aràbia, etc.
- Recerca d'animals i plantes exòtiques, especialment amb finalitats medicinals.[12]
- Yongle podia haver estat oposant-se a l'elit confuciana, que predicava l'aïllacionisme.
- La construcció de grans flotes no era aliena a la història de la Xina. A tall d'exemple l'Imperi Song havia confiat més en la seva armada que en el seu exèrcit per la seva defensa i en la segona invasió del Japó per Khublai Khan havien participat uns 4.500 juncs.[13]
- El caràcter megalomaniàtic de Yongle sembla haver estat crucial.

### El set viatges

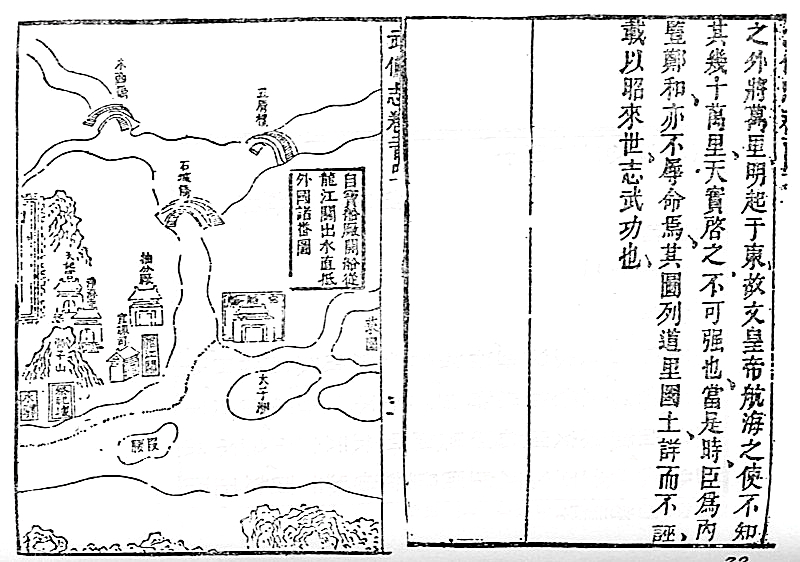
Imatge del Wu Wei Zhi, de la darreria de la dinastia Ming i que va ser utilitzat com a carta de navegació.

- Primer viatge. Va salpar a la tardor de 1405 amb 317 vaixells. La primera visita la van efectuar a Txampa, posteriorment es van dirigir a Palenbang (Sumatra), amb l'objectiu d'avaluar el risc que suposava l'abundant presència de pirates en l'estret de Malaca. Van visitar també Java i seguiren fins a Sri Lanka. Finalment van arribar a la seva destinació: Calicut, ciutat estat de l'Índia el governant de la qual l'havia declarat port lliure i que va causar en els xinesos bona impressió. Després d'intercanviar mercaderies, la flota va iniciar la tornada a la Xina l'abril de 1407. En al mar de la Xina la flota va trobar-se amb un tifó i se salvaren; Zheng He el fenomen va ser un miracle de la deessa.[14]
- Segon viatge. S'organitzà immediatament després del retorn de la flota; l'objectiu principal seria tornar els ambaixadors estrangers als seus llocs d'origen. No és clar si Zheng He va participar en aquest segon viatge o si, al contrari, va romandre a la Xina.[15][16] Va començar a final de 1407 o començament de 1408. Comptava amb 68 vaixells i van fer un itinerari similar a l'anterior visitant Siam, Java, Deli, Ahceh, Cochin i Calicut. Aquesta expedició va estar marcada pel seu caràcter polític, ja que els xinesos van intervenir en les disputes entre siamesos i khmers, a més de participar en l'elecció del nou rei (zamurin) de Calicut: Brolla Vikranam.[17]

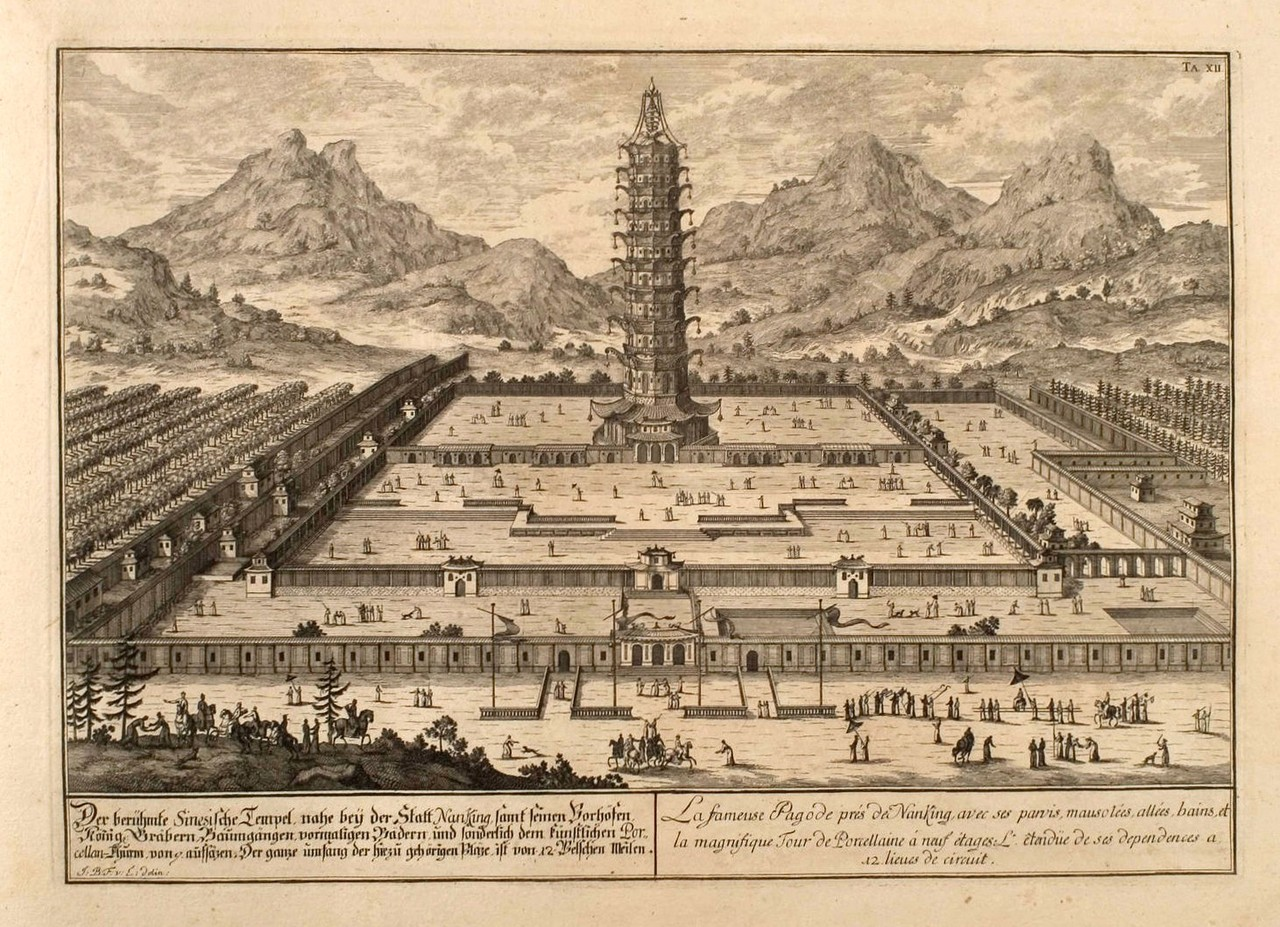
La Torre de Porcellana de Nanjing, construïda després de la tercera expedició de Zheng He amb els diners obtinguts gràcies al comerç.

- Tercer viatge. Va començar el 1409 amb 48 vaixells. Els principals oficials de la flota, a més de Zheng He, van ser Wang Jinghong i Hou Xian.[18] A bord viatja el cronista Fei Xin (que també ho farà en el cinquè[19][20] i el setè viatge). Van fer una breu parada a Taiping i després van seguir fins i tot Txampa (actual Vietnam) i Temasek (actual Singapur). Posteriorment van arribar a Malacca. Van prosseguir fins a Semudera (Sumatra) i van arribar després fins a Sri Lanka. La flota portava una làpida commemorativa de Buda, Al·là i una deïtat hindú. Van oferir abundants donatius a les tres religions, a parts iguals.[21][22] Van prosseguir el seu viatge fins a Quilon, Cochin i Calicut. Com a constància del viatge es conserva l'estela xinesa, erigida finalment a prop de la ciutat de Galle.[23] El 1412, amb els diners obtinguts del comerç, es va iniciar la construcció de la Torre de Porcellana a Nanjing i els jardins que l'envoltaven comptaven amb plantes i animals portats amb les expedicions de Zheng He. La torre va ser destruïda durant la rebel·lió Taiping el 1856.[24]

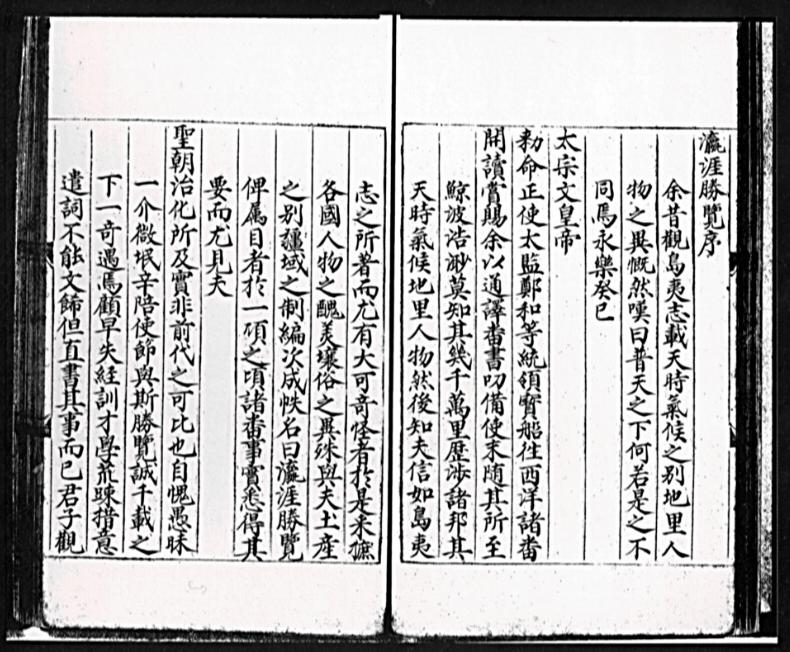
Página de l'obra de Ma Huan Ying-yai Sheng-lan editada en l'època Ming

- Quart viatge. Yongle ordena l'exploració de l'Aràbia i Àfrica, llocs que, si bé no eren desconeguts per als xinesos, no havien estat mai explorats sistemàticament. Per a molts, és el caràcter megalòman de Yongle el que promou aquest nou i ambiciós objectiu.[25][26] Zheng He no va partir de Nanjing fins a gener de 1414. La flota va constar de 63 vaixells i entre els seus tripulants va comptar per primera vegada amb el cronista i traductor d'àrab Ma Huan.[26] Part de la Flota, comandada per l'eunuc Yang Min, es va separar de la principal i es va dirigir cap al regne de Bengala. Des de les Maldives, la flota principal de Zheng He va salpar cap a Ormuz, ciutat que va impressionar els xinesos per les seves riqueses. Allà va incorporar ambaixadors de l'Àfrica perquè presentessin els seus respectes a Yongle. La flota secundària de Yang Min havia tornat a la Xina el 1414 portant com a convidat al rei de Bengala, Saifu'd-Din.[27] L'estiu de 1415 Zheng He va tornar a la Xina amb la flota principal.

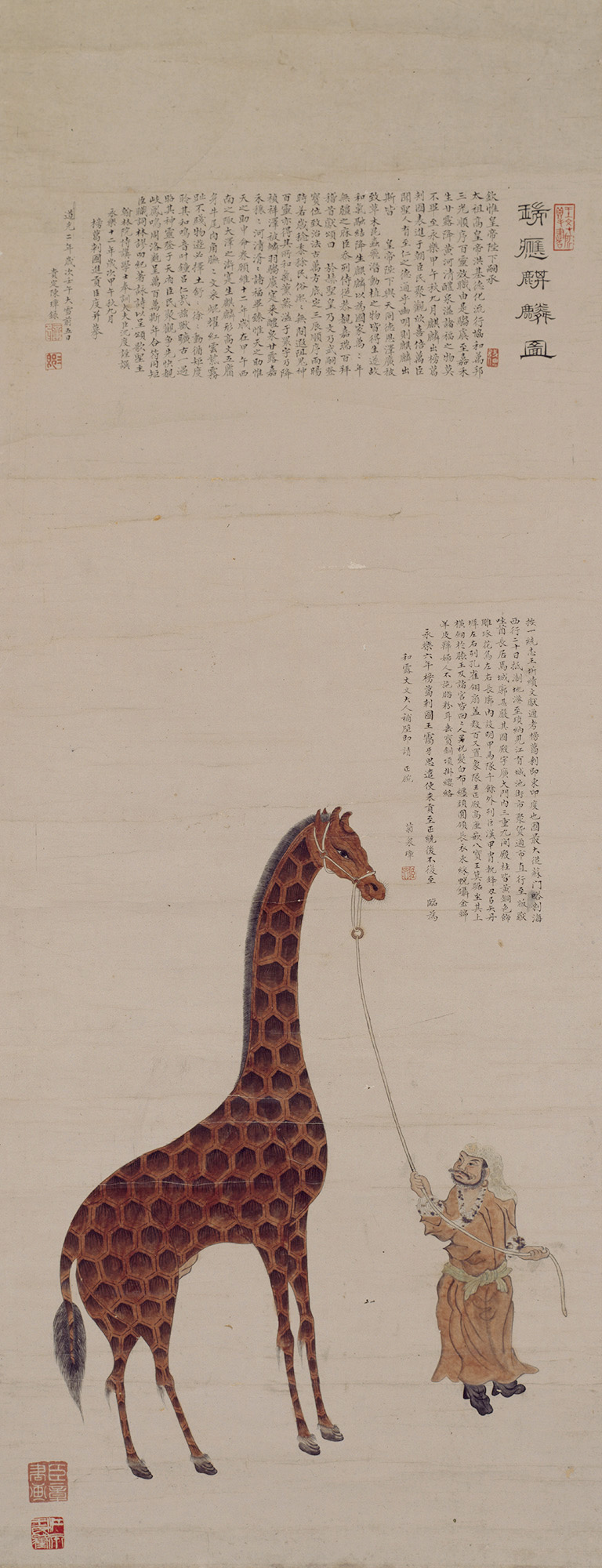
La girafa que Zheng He va portar a la Xina al 1414

- Cinquè viatge. Seria per retornar els ambaixadors als seus països d'origen i prosseguir fins a Àfrica per establir relacions comercials. A més, portava un segell de reconeixement per al rei de Cochin (Kerala) i així mantenir un equilibri de poder amb l'altra ciutat índia de la costa malabar, Calicut. La flota es va detenir a Quanzhou per carregar porcellana i, després, el 1417 va començar el seu viatge seguint una ruta similar: Txampa; Java; Palembang, Semudera i Atjeh a Sumatra; Pahang i Malacca a Malàisia; Maldives; Sri Lanka; Cochin i Calicut a l'Índia. Van tornar a Ormuz i després van visitar per primera vegada Aden, el regne del qual incloïa el sud de la Península Aràbiga fins i tot La Meca. La Flota va ser ben rebuda pel sultà d'Aden, que possiblement va veure els xinesos com uns desitjables aliats davant l'expansionisme dels mamelucs d'Egipte.[28] Després, es van encaminar cap al sud i va tornar als ambaixadors de Mogadiscio, Brawa (a Somàlia) i Malindi. La flota va tornar a la Xina el 15 de juliol de 1419. Els ambaixadors estrangers van causar sensació en la cort pel seu exotisme. A més, van portar un nou qilin (girafa).
- Sisè viatge. Una part del viatge era retornar els ambaixadors als seus països d'origen, a la primavera de 1421, però també per l'exploració i la curiositat. Tot i que la Xina havia mantingut relacions comercials amb l'Àfrica anteriorment, continuava sent per a ells una terra nova. La flota es va dividir a Semudera. Zhou Man va conduir la flota principal a Aden i l'Àfrica, mentre que Zheng He va tornar a la Xina, on es trobava ja el novembre d'aquell mateix any. El motiu de la ràpida tornada de Zheng He va poder haver estat l'assistència a la inauguració de la Ciutat Prohibida de Beijing (Pequín), que ja era capital oficial des de 1420. La flota principal no va tornar fins un any després.[29]. Durant un temps, es produí una suspensió dels viatges.
- Setè viatge. Fou ordenat pel nou emperador Hongxi, que estava preocupat perquè el comerç tributari havia declinat des del sisè viatge i observava una pèrdua d'influència a l'exterior.[30] Així el 29 de juny de 1430, al cap de poc de la mort de Xia Yuanji, un dels més ferms detractors dels viatges, va ordenar iniciar els preparatius d'una nova expedició. Es va tractar de la major de totes les expedicions, amb més de 300 vaixells. Abans de salpar Zheng He va erigir dues taules (una a la desembocadura] del Iang-Tsé i l'altra a la desembocadura del Min) en què es relataven els èxits dels seus viatges. Van salpar de la Xina el 12 de gener de 1432 i es va aturar a Qui Nhon (Vietnam), Surabaja (Java), Palembang (Sumatra), Malaka, Semudera (Sumatra) i Sri Lanka. Finalment van arribar a Calicut (Índia) el 10 desembre 1432. D'allà es van dividir en dos grups. Hong Bao va portar una flota a l'Àfrica, arribant tan cap al sud com Kenya i Moçambic. Es van dirigir llavors a Jidda i Dhurfar, des d'on Ma Huan assegura haver anat a la Meca i Medina tot i que, atès que les seves descripcions contenen diversos errors, es dubta que realment estigués allà.[31][32] Un cop fet això es van reunir amb la resta de la flota a Calicut i van emprendre el retorn a la Xina. La flota va arribar a la Xina el juliol de 1433 i els ambaixadors van ser presentats a l'emperador al setembre, portant regals (entre ells cinc nous qilin). Hongxi va poder contemplar amb satisfacció com es restaurava el comerç tributari, però va morir el 1435 després d'una breu malaltia.

| Ordre     | Temps     | Regions visitades |
| --------- | --------- | --- |
| 1r viatge | 1405–1407 | Txampa, Java, Palembang, Malaca, Aru (Deli Serdang), Samudera, Lamuri, Ceilan, Kol·lam, Kochi, Calicut |
| 2n viatge | 1407–1409 | Txampa, Java, Siam, Kochi, Ceilan, Calicut |
| 3r viatge | 1409–1411 | Txampa, Java, Malaca, Samudera, Ceilan, Kol·lam, Kochi, Calicut, Siam, Lamuri, Kajal, Coimbatore, Puttanpur |
| 4t viatge | 1413–1415 | Txampa, Kelantan, Pahang, Java, Palembang, Malaca, Semudera, Lamuri, Ceilan, Kochi, Calicut, Kajal, Hormozgan, Maldives, Mogadiscio, Barawa, Malindi, Aden, Masqat, Dhofar                                                      |
| 5è viatge | 1417–1419 | Ryūkyū, Txampa, Pahang, Java, Malaca, Samudera, Lamuri, Bengala, Ceilan, Kochi, Calicut, Hormozgan, Maldives, Mogadiscio, Barawa, Malindi, Aden                                                                                 |
| 6è viatge | 1421–1422 | Txampa, Bengala, Ceilan, Calicut, Kochi, Maldives, Hormozgan, Dhofar, Aden, Mogadiscio, Barawa |
| 7è viatge | 1430–1433 | Txampa, Java, Palembang, Malaca, Semudera, illes Andaman i Nicobar, Bengala, Ceilan, Calicut, Hormozgan, Aden, Coimbatore (probablement), Bengala, illes Lacadives i Maldives, Dhofar, Lassa, Aden, La Meca, Mogadiscio, Barawa |

### La mort de Zheng He
Sembla que Zheng He no va visitar Aràbia, ja que això, com musulmà, hauria estat escrit en les cròniques. En el seu lloc és probable que motius de salut fessin que es quedés a Calicut i que Ma Huan l'acompanyés. Sí que sembla clar que va morir en el viatge de tornada a la Xina i el seu cos llançat al mar, ja que això és el que assegura la seva família i, a més, en aquestes dates es va celebrar un funeral de cos absent a Semarang. No obstant això, les seves sabates i un bri dels seus cabells van ser portats a Nanquín per ser enterrats en una cova budista. En Nanquín (turó de Niushou) es va erigir una làpida funerària musulmana, però no s'ha trobat en ella cap resta humana o objecte. La tomba va ser restaurada el 1985.

## Llegat

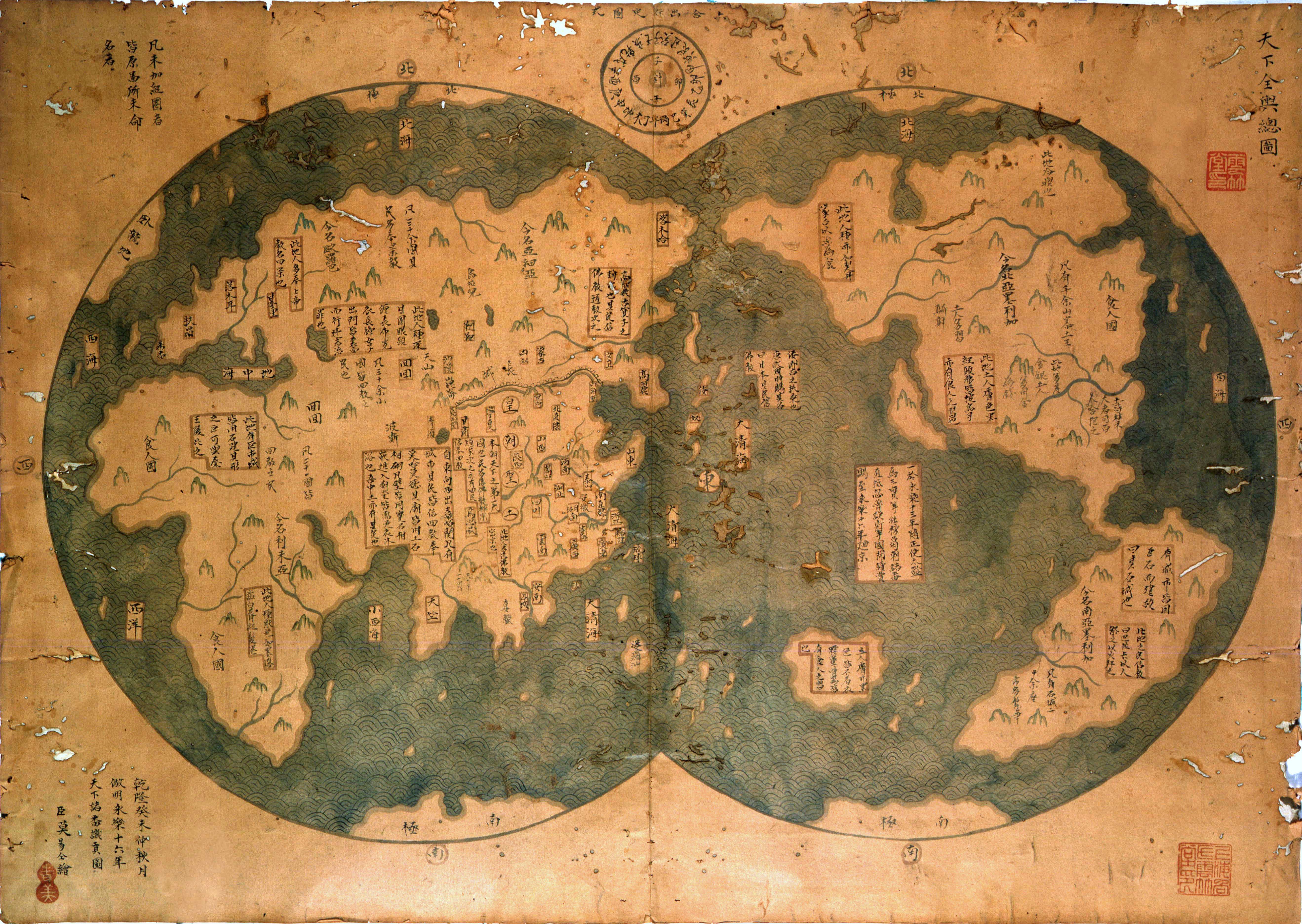
Mapa anomenat de Liu Gang, tal com es presenta el 1763 la reproducció d'un mapa de 1418. Probablement, una falsificació o una còpia d'un mapa d'Europeu del

Les missions d'aquest navegant xinès van demostrar una gran capacitat organitzativa que de fet va anar acompanyada d'una comparativament gran sofisticació tecnològica per a l'època. Així i tot, no es van produir grans activitats comercials ni tampoc annexions territorials, ja que Zheng He no era un conquistador ni un comerciant.
Els viatges de Zheng He no van tenir continuïtat i durant els següents segles la política exterior xinesa va patir un tancament. Tot i això l'almirall és una figura que va deixar la seva petja en la societat xinesa, i en general, en tot el sud-est asiàtic. L'any 2005 es va celebrar els 600 aniversari dels viatges de Zheng He, amb exposicions i activitats culturals, a diversos llocs de la Xina.
El 2002, l'anglès Gavin Menzies va argumentar –Hipòtesi de la circumnavegació xinesa– que una part de la flota hauria doblat el sud del continent africà per travessar l'Atlàntic fins a les Antilles. Per una altra banda hauria creuat l'Estret de Magallanes per explorar la costa oest dels Estats Units i, finalment, una tercera part hauria navegat en les aigües fredes de l'Antàrtida. Fins i tot les costes d'Austràlia haurien estat visitades durant aquests viatges d'exploració.